# Giovani assassini nati
Giovani assassini nati (Tangled) è un film del 2001 diretto da Jay Lowi e interpretato da Rachael Leigh Cook e Jonathan Rhys-Meyers. Il film è stato distribuito direttamente in home video, sia in Italia che negli Stati Uniti.

## Trama
Quando David fa amicizia con una compagna di università, la brillante e vivace Jenny, non ci mette molto a innamorarsi. Alan, però, vecchio amico di David, inaffidabile e dalla vita trasgressiva e sregolata, attira l'attenzione di Jenny, e i due iniziano presto una travagliata relazione. La situazione precipita inesorabilmente.